# 丁家大院
丁家大院位于中国浙江省江山市廿八都镇枫溪街14号，是一处江山市文物保护单位。
2000年6月21日，丁家大院公布为第四批江山市文物保护单位。